# Родионов, Николай Николаевич
Никола́й Никола́евич Родио́нов (30 апреля 1915, Чернь, Тульская губерния, Российская империя — 28 января 1999, Москва, Российская Федерация) — советский партийный и государственный деятель, дипломат. Первый секретарь Челябинского обкома КПСС (1965—1970), заместитель министра иностранных дел СССР (1970—1978). Чрезвычайный и полномочный посол.

## Биография
Родился в семье служащего.
В 1941 году окончил Московский институт стали. Член ВКП(б) с 1944 года.
С 1941 года работал на Магнитогорском металлургическом комбинате и в Ленинградском НИИ.
С 1948 года на партийной работе в Ленинграде.
- В 1954—1956 годах — второй секретарь Ленинградского городского комитета КПСС.
- В 1956—1957 годах — второй секретарь Ленинградского областного комитета КПСС.
- В 1957—1960 годах — первый секретарь Ленинградского городского комитета КПСС.
- В 1960—1962 годах — второй секретарь ЦК КП Казахстана.
- В 1962—1965 годах — заместитель председателя СНХ Ленинградского-Северо-Западного экономического района.
- В 1965—1970 годах — первый секретарь Челябинского областного комитета КПСС.
- В 1970—1978 годах — заместитель министра иностранных дел СССР.
- В 1978—1986 годах — чрезвычайный и полномочный посол СССР в Югославии.

Член ЦК КПСС (1966—1986), кандидат в члены ЦК КПСС (1961—1966). Депутат Верховного Совета СССР 5-9 созывов.
С 1986 года — на пенсии. Похоронен на Троекуровском кладбище.

## Награды
Награждён тремя орденами Ленина, орденом Октябрьской Революции, двумя орденами Красной Звезды, медалями.